# Río Leza
Río Leza är ett vattendrag i Spanien.   Det ligger i provinsen Provincia de La Rioja och regionen La Rioja, i den nordöstra delen av landet, 250 km nordost om huvudstaden Madrid.